# Agaricomycetidae
Agaricomycetidae Parmasto, 1986 è una sottoclasse a cui appartengono funghi di consistenza né fibrosa, né legnosa, in genere provvisti di cappello e gambo, imenoforo con lamelle o tubuli facilmente staccabili dal cappello.

## Sistematica di Agaricomycetidae
Appartengono alla sottoclasse Agaricomycetidae i seguenti ordini:
- Agaricales
- Amanitales
- Boletales
- Cortinariales
- Entolomatales
- Pluteales
- Russulales
- Tricholomatales
- Auriculariales
- Boletales
- Cantharellales
- Ceratobasidiales
- Dacrymycetales
- Hymenochaetales
- Phallales
- Polyporales
- Russulales
- Thelephorales
- Incertae sedis